# En popklassiker
En popklassiker är ett musikalbum av Lustans Lakejer.

## Låtlista
1. Skuggan Av Ett Tvivel - 4:22
2. Begärets Dunkla Mål - 3:51
3. Unga Moderna - 3:15
4. Stilla Nätter - 3:58
5. Rendez-Vous I Rio - 3:15
6. Man Lever Bara Två Gånger - 3:54
7. Män Av Skugga - 2:47
8. Diamanter Är en Flickas Bästa Vän - 4:33
9. Läppar Tiger, Ögon Talar - 3:03
10. En Främlings Ögon - 4:17
11. En Kyss För Varje Tår - 5:43
12. Good as Gold - 4:19
13. Obsession - 4:31
14. Brustna Hjärtans Patrull - 3:49
15. Stjärna I Rännsten - 4:37
16. Som Ett Rykte - 4:30